# Miletice
Miletice (Duits: Miletitz of Milletitz) is een dorp in de Tsjechische gemeente Černuc in de regio Midden-Bohemen en maakt deel uit van het district Kladno. Miletice staat bekend om de hoogwaardige zandsteen die er wordt gewonnen voor de nabijgelegen glasfabriek van Otvovice.
Miletice telt 188 inwoners.

## Etymologie
De naam Miletice is waarschijnlijk afgeleid van de in vroeger tijden veelvoorkomende persoonsnaam Mileta.

## Geschiedenis
De eerste schriftelijke vermelding van het dorp dateert van 1337. Volgens andere bronnen dateert de eerste schriftelijke vermelding van 1328, toen Miletice tijdens de heerschappij van Jan van Luxemburg werd verworven door de nonnen van het klooster bij de Praagse burcht. In het verleden behoorde het ook toe aan Budyně nad Ohří (14e eeuw) en in de 15e eeuw aan Jan Vlk, een ridder. In de 17e eeuw behoorde Miletice tot Zvoleněves.
Miletice werd al in 1908 aangesloten op het elektriciteitsnet. Opvallend is wel dat Loucká, wat slechts 3 km verderop gelegen is, het laatste dorp in het land was dat elektriciteit kreeg (1949). Sinds 1960 maakt Miletice deel uit van de gemeente Černuc.

## Bezienswaardigheden
- Kapel van de Maagd Maria (1894)

## Galerij

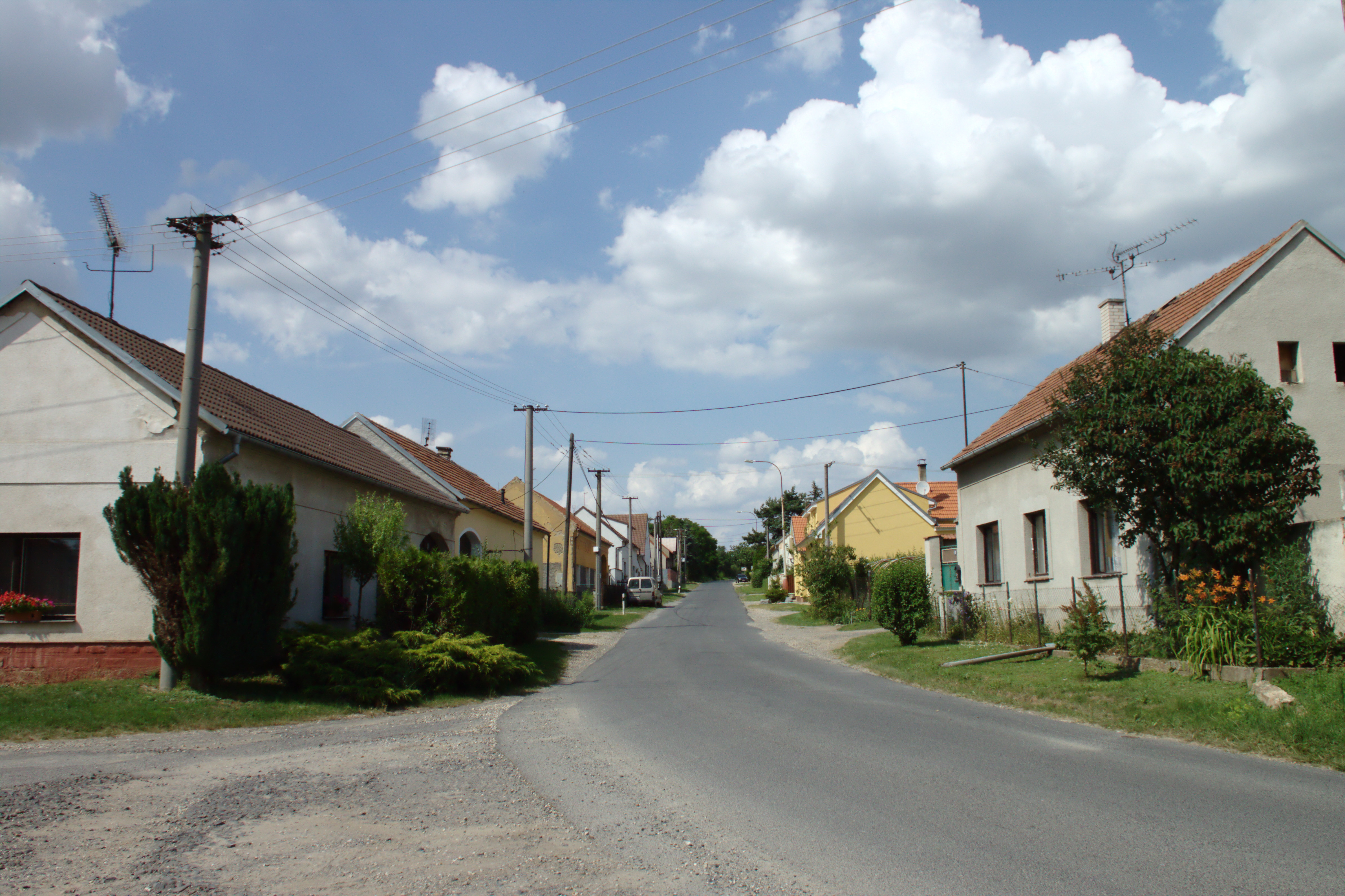
Weg naar Loucká
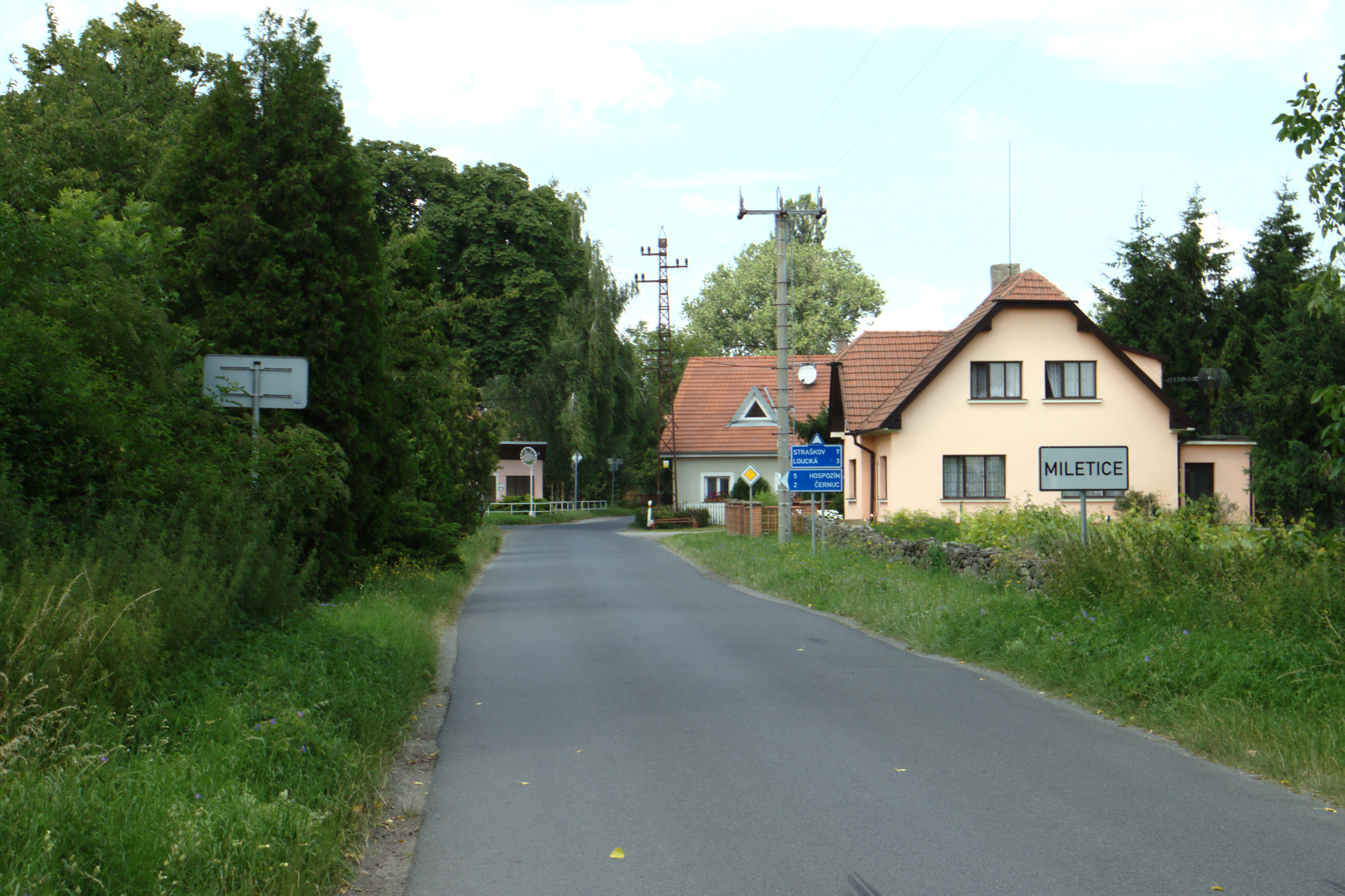
Dorpsgrens
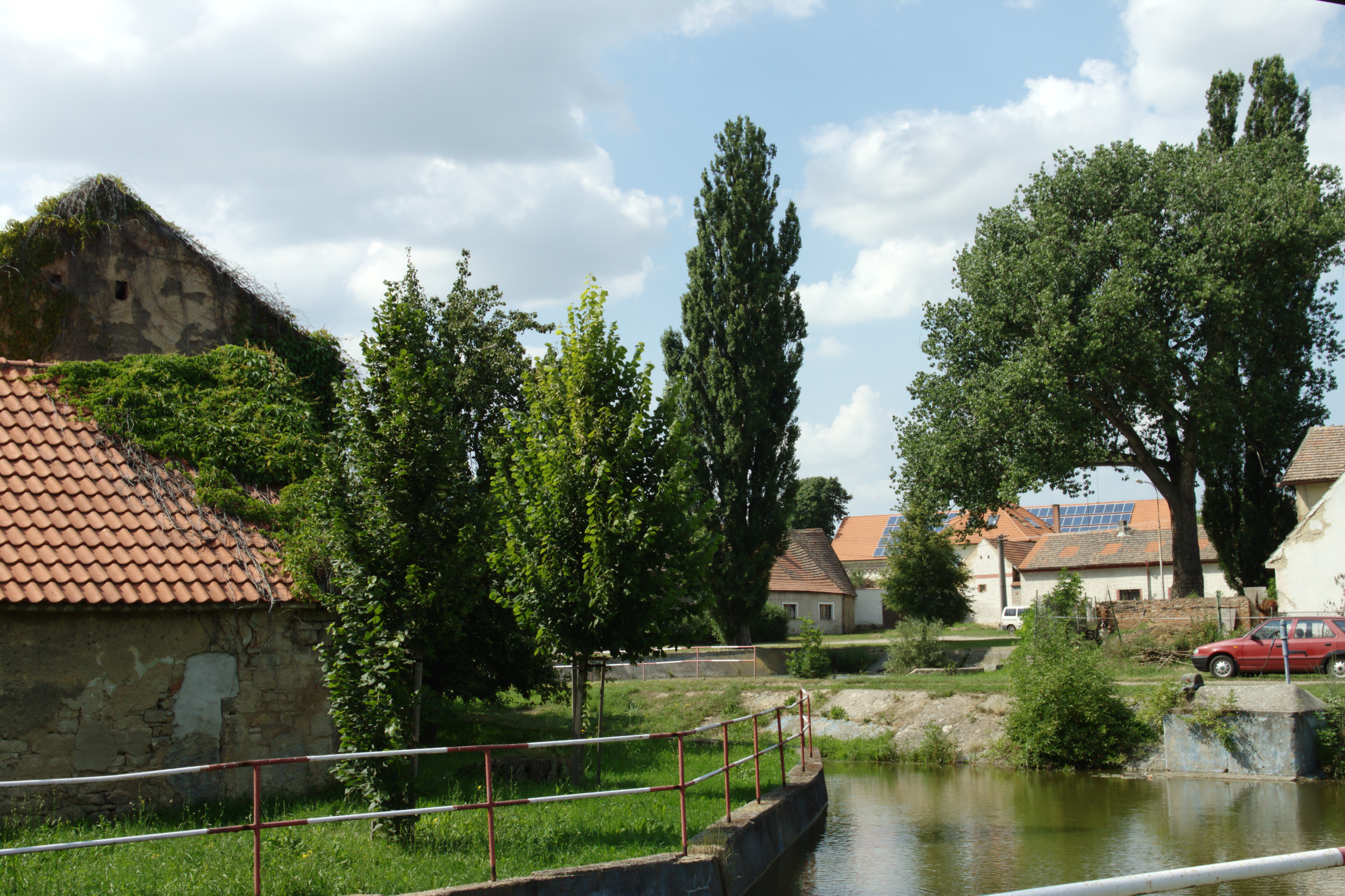
Dorpsvijver
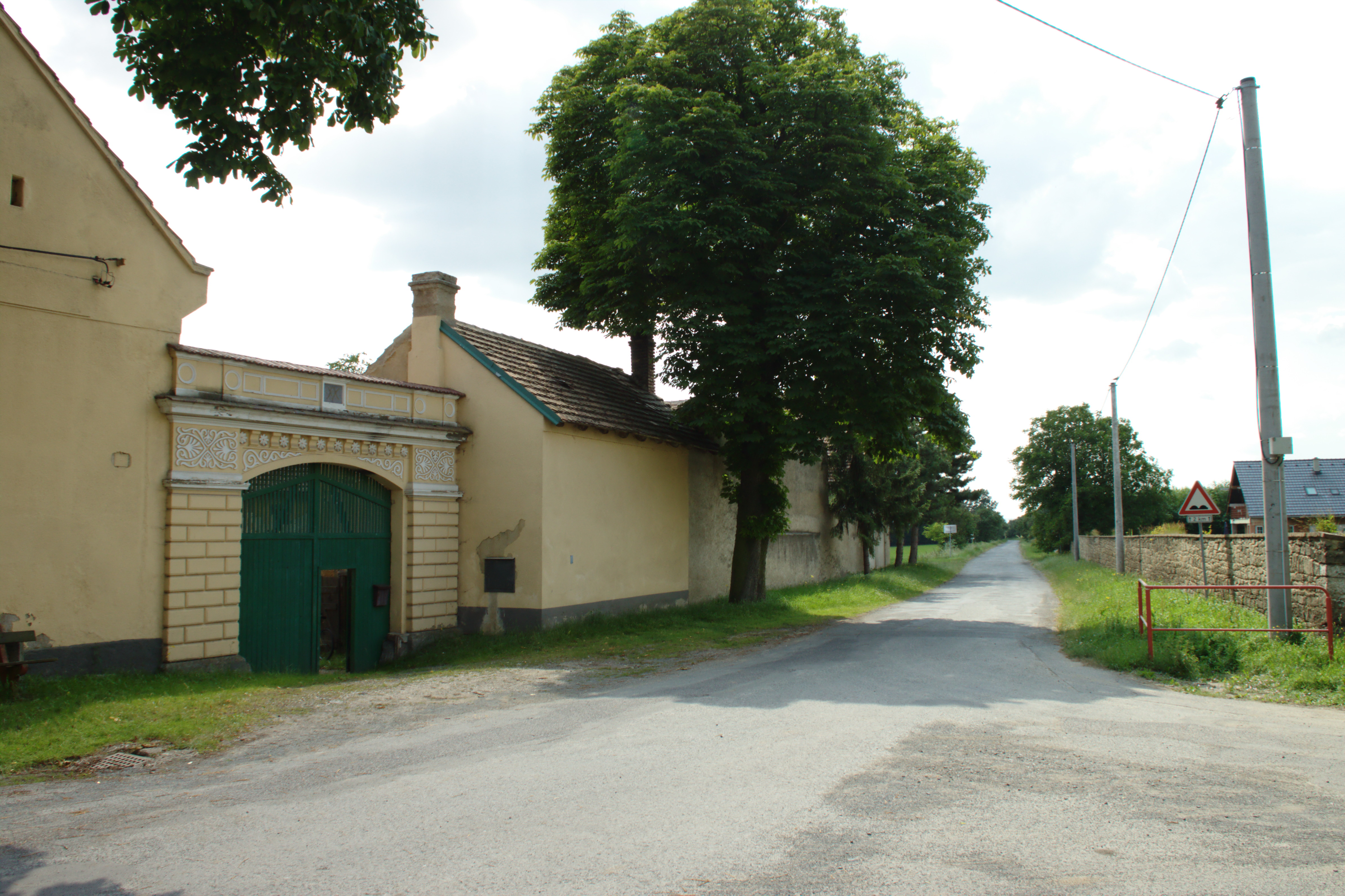
Boerderij in Miletice
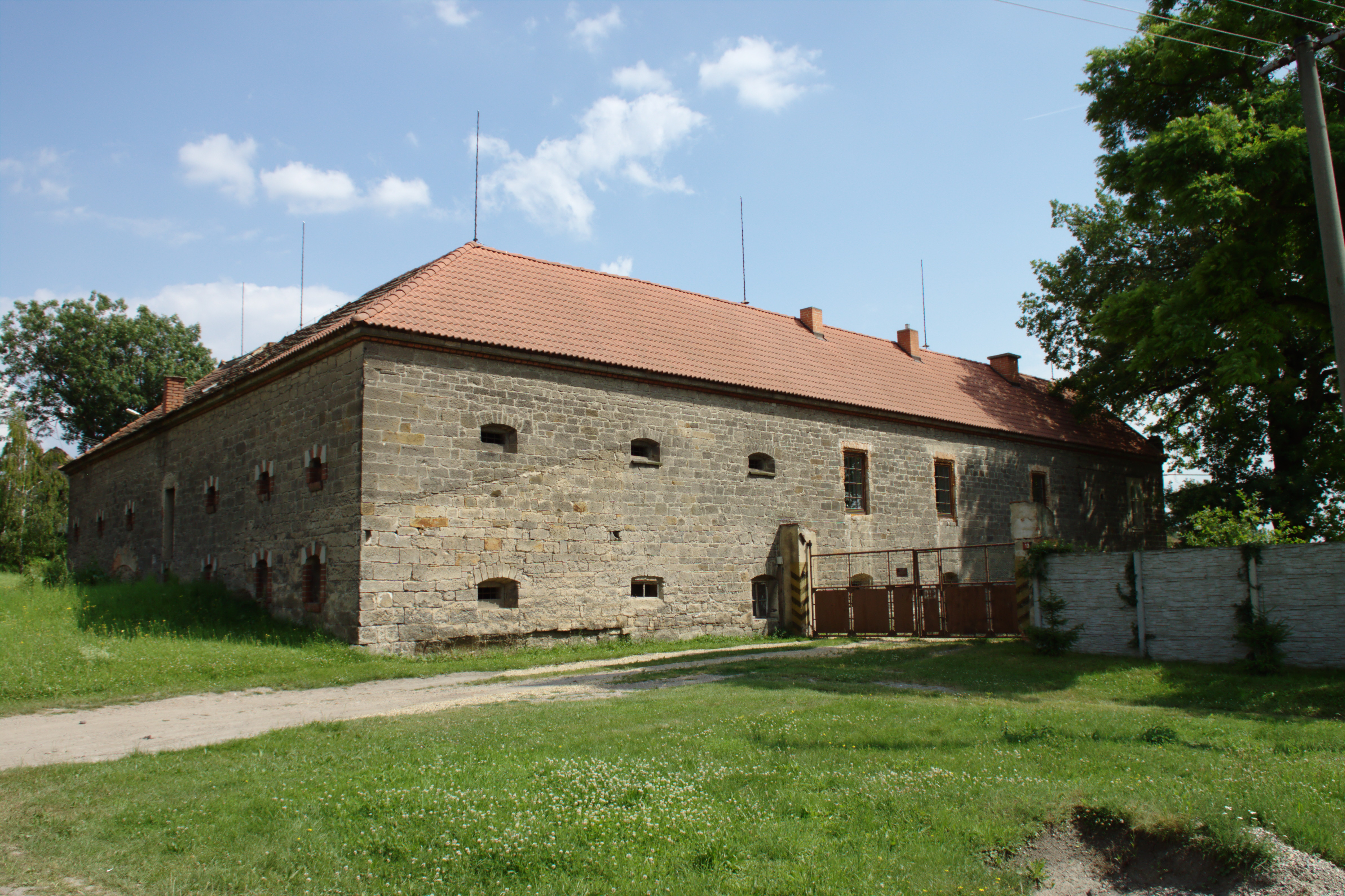
Monumentale boerderij in Miletice
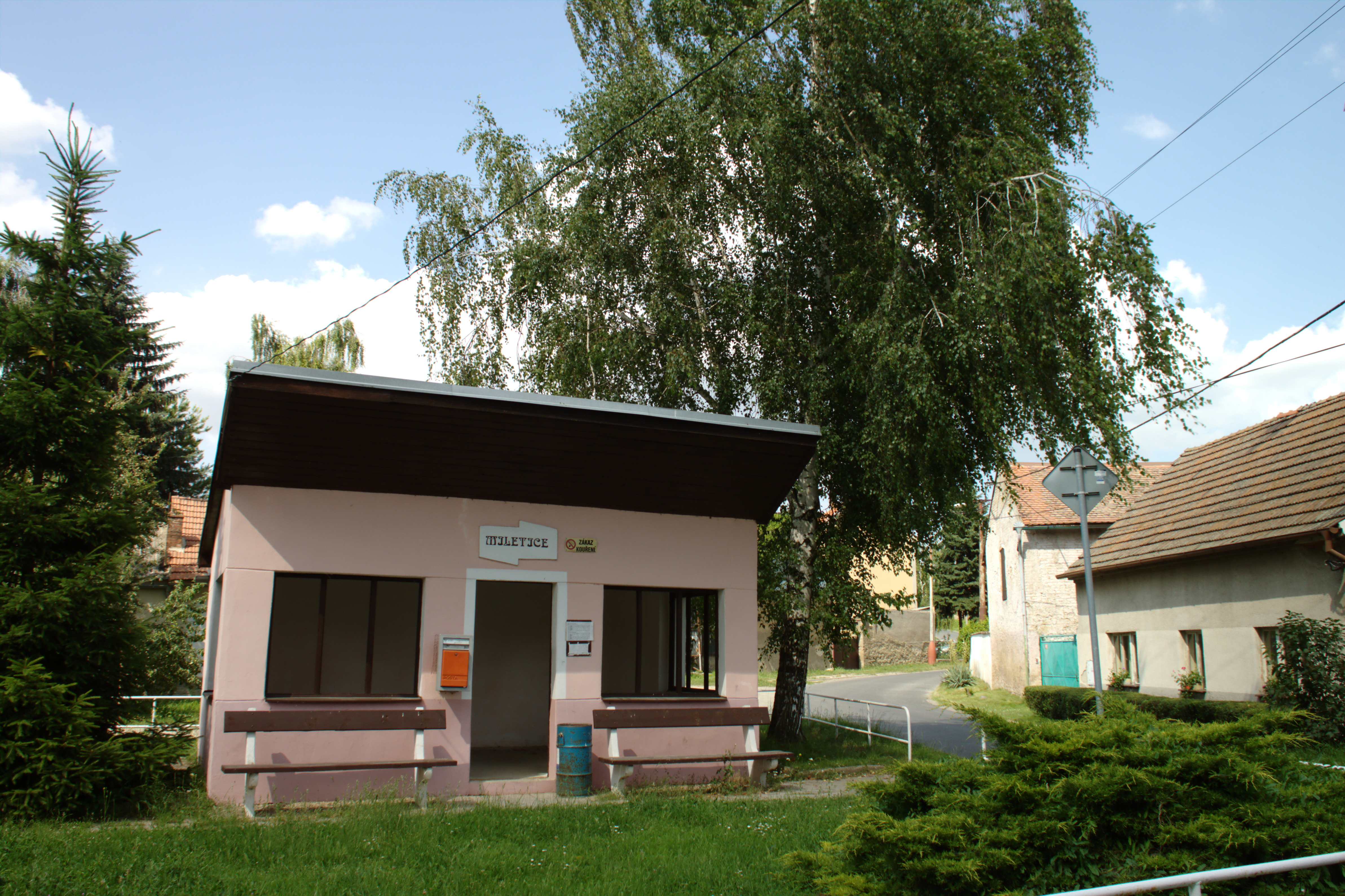
Bushalte in het dorp